# Enevald Svenonius
Enevald Svenonius,  född den 24 december 1617 i Annerstads socken i Småland, död den 28 april 1688 i Åbo, var en svensk teolog och universitetslärare, död som biskop electus.
Svenonius blev 1640 student vid Kungliga Akademien i Åbo, 1647 filosofie magister där och 1648 filosofie adjunkt i Uppsala. Återkommen från en treårig studieresa i utlandet, utnämndes han 1654 till eloquentiæ professor vid Kungliga Akademien i Åbo. Han övergick 1660 till teologiska fakulteten som tredje teologie professor, blev 1661 teologie doktor samt utnämndes 1664 till förste teologie professor. Svenonius befordrades 1687 till biskop i Lund, men dog, innan han tillträtt detta ämbete. 
Svenonius var den dogmatiska ortodoxins pålitligaste stödjepelare vid Åbo universitet och invecklades därigenom i flera häftiga teologiska tvister, i vilka han ådagalade ej ringa formell lärdom och skolastisk klyftighet. Då Johan Terserus 1662 utgivit en förklaring över katekesen, skyndade han sig att påpeka, att enligt hans mening några satser i Terserus arbete stred mot kyrkans lära. Därigenom framkallades en skarp teologisk fejd, som ledde till, att Terserus först suspenderades och 1664 avsattes. Likaså angrep Svenonius Gezelierna med anledning av deras predikoutkast och inblandade sig i den av likartad anledning framkallade striden mellan professorerna Miltopæus och Bång. 
Hans i disputationer utgivna, vidlyftiga skrifter, Gymnasium capiendæ rationis humanæ (1658–62), Babylon magna ruens (1665–70), Artificium Delilae mysticum (1671–73) och Apologeticus Dei, quod non sit causa mali (1676–81), ansluter sig alla till den härskande teologin, vilken med alla skolastikens vapen försvaras såväl mot katolicismen som mot avvikande meningar bland protestanterna. Även i sina predikningar, som delvis är tryckta, kämpar han för en på det bokstavliga ordet byggd tro.